# قتلمش
قُتلُمُش بن إسرائيل هو ابن يابغو وابن عم طغرل بك. لعب دوراً محوريًا في فتوحات دولة السلاجقة. وقد طعن في سلطنة ألب أرسلان ودعم التمرد ضده، عُيِّن ابنه سليمان بن قتلمش في بداية سيدياً على سلاجقة الروم من قبل ملك شاه عام 1073 بالاشتراك مع اخيه منصور بن قتلمش ومن ثم حاكماً عليها في سنة 1078 بعد وقوفه في وجه أخيه منصور بن قتلمش الذي أعلن عصيانه و أتفق مع البيزنطيين مما تسبب في إعدامه.

## سيرته
وفي سنة 449هـ المُوافقة لِسنة 1057م، قامت الاضطرابات في بلاد الروم عندما ثار النُبلاء والأعيان والقادة ضدَّ الإمبراطور ميخائيل السادس، والتفُّوا حول قائد جُيُوش الشرق إسحٰق كومنين، الذي أمر بِسحب العساكر البيزنطيَّة من المناطق الأرمنيَّة لِتُسانده في ثورته وتدعم وُصُوله إلى العرش، فشغرت المراكز الحُدُوديَّة من أيَّة مُقاومة جديَّة، ممَّا أغرى السلاجقة فاجتاحوا قبادوقية، وهاجموا ملطية، وأغاروا على الأقاليم الواقعة عند مُلتقى فرعَيْ نهر الفُرات. وتوغَّل قُتلُمُش في جوف آسيا الصُغرى، ففتح قونية وآق سراي ونواحيهما.